# 亀も空を飛ぶ
『亀も空を飛ぶ』（かめもそらをとぶ、クルド語: Kûsiyan jî dikarin bifirin、フランス語: Les tortues volent aussi、英語: Turtles Can Fly）はバフマン・ゴバディ監督・脚本による2004年のイラク・イラン・フランス映画。フセイン政権崩壊後に
イラクで制作された初めての映画である。アメリカ合衆国による侵攻直前のクルド系の地域の戦争に傷つきながら生きる子供たちを神話的に描く。
2004年9月、ワールドプレミアとなったスペインのサンセバスチャン国際映画祭で、グランプリを受賞、2005年ベルリン国際映画祭Glass Bear賞や、ロッテルダム国際映画祭観客賞受賞など国際的に高い評価を受けた。出演しているのは実際の戦災孤児たちである。日本では2005年に岩波ホールで公開された。

## ストーリー
舞台はフセイン政権崩壊直前のイラクのクルド人居留地。大人たちが戦争に混乱し、威厳を失っていく一方で、小才の効く少年サテライトは衛星アンテナの設置や地雷除去のまとめ役として、戦争に痛めつけられた子供たちのリーダーになっていた。そんな彼の前に幼児を連れた少女アグリンと、彼女の兄で腕を失ったヘンゴウがあらわれる。ヘンゴウは、器用に口で地雷の信管を抜くのだが、縄張りの地雷を取られて怒るサテライトは逆にヘンゴウに頭突きをされて倒れる。サテライトは村の為に大きなパラボラアンテナをモスクに取り付けるが、俗っぽい番組ばかりが流れて、しかもニュースは言語が分からず、集まった長老たちを辟易させる。サテライトは日中は爆弾売りの仕事があるため、夜に通訳をすることを伝える。
サテライトは、アグリンやヘンゴウと親しくなろうとするが、アグリンの心は落ち着かず、予知能力を持ったヘンゴウは不吉な予感に悩まされていた。そんなある時、サテライトと子供たちが鉄くずを集めていた時に、爆破が起きると予測したヘンゴウに従い本当に爆発が起きて、サテライトもヘンゴウが予知出来ることを知る。アグリンの子供のリガーは実は、アグリンがイラク兵にレイプされてできた子供であり、あまり可愛がっていないことをヘンゴウはいつも心配している。サテライトは、自転車でヘンゴウを送った時に、イラク戦争の開始を予知し、村の人に裏山に逃げるようにマイクで放送する。その時にアメリカのヘリコプターが現れて、友好的なビラを配り、戦争の開始が示される。
サテライトは、地雷の交換に銃を手に入れ、アグリンはリガーを置いて村を出たいとヘンゴウに伝える。アグリンは紐でリガーを地雷地帯に巻きつけ、助けようとしたサテライトは、地雷で怪我をする。
やがて夜サテライトが寝ていたら、友人のハジョーからフセインが負けてアメリカ兵がやってきたことを知り、金魚を預かる。
サテライトは、金魚を見て、泉にリガーが死んでいるのを知り探しに行き、ヘンゴウも泉の底でリガーの死体を発見して泣く。アグリンも崖の上から飛び降り自殺をしているのであった。
やがてアメリカ軍が村にもやってくる。

## プロダクション・ノート
ゴバディ監督は、イラク開戦の６週間後のブッシュ大統領の「勝利宣言」の後、イラクに入り、そこで見たイラクの惨状が、この映画の着手を決意させた。撮影場所であるモスルの北東１００キロほどの小さな村に廃戦車や砲弾の空薬莢を運び込み、映画の撮影は始められた。
出演する子供たちの選出は難航し、クルディスタン各地をまわり、アグリンとサテライトは中部の都市スレイマニアから、ヘンゴウ、パショー、シルクーは北部のバディニちほうから選ばれた。サテライト役の少年は、撮影開始後にようやく決まるほどであった。また北部と中部では方言が異なるため、両者の方言を理解するゴバディの通訳が必要だった。
2003年秋から2004年1月にかけて行われた撮影は、クルディスタン自治政府の協力により、20人の武装した護衛に守られて撮影は続けられた。

## キャスト
- サテライト（近所の村々を周る便利屋）:ソワン・エブラヒム
- アグリン（赤ん坊を抱えた難民の少女）：アワズ・ラティフ
- ヘンゴウ（アグリンの兄で両腕のない）：ヒラシュ・ファシル・ラーマン
- リガー（アグリンの息子）：アブドルラーマン・キャリム
- パショー（松葉杖の少年）：サダムホセイン・ファイサル
- シルクー（子分肌の少年）：アジル・ジバリ
- エスマイル〔村の世話役〕
- 青空学校の教師

## スタッフ
- 監督・脚本: バフマン・ゴバディ
- 製作:ババック・アミニ、ハミッド・ゴバディ、ハミッド・ガヴァミ、バフマン・ゴバディ
- 撮影:シャーリヤール・アサディ
- 音楽:ホセイン・アリザデー
- 録音:バフマン・バニ・アルダラン
- ミキシング:マスード・ベーナム、ハミド・ナギビ
- 編集:モスタファ・ケルゲ・プーシュ、ハイデ・サフィアリ
- 企画・助監督:シャーラム・シャーホセイニ

## 受賞
- サンセバスチャン国際映画祭　グランプリ
- ベルリン国際映画祭　平和映画賞
- 東京フィルメックス　審査員特別賞
- シカゴ国際映画祭　審査員特別賞
- サンパウロ国際映画祭　特別観客賞
- ロッテルダム国際映画祭　観客賞

2005年度のキネマ旬報ベスト・テンでは、外国映画で３位であった。